# Ийгъл стейшън
Ийгъл стейшън (PES) (на английски: Eagle Station) е метеоритна група, принадлежаща към клас Паласити, тип каменно-железни метеорити.

## Наименование
Носи името на паласит, намерен през 1880 г. в близост до гара Ийгъл, Кентъки. Той е особено интересен, тъй като е химически аномален в сравнение с другите паласити – с високото си съдържание на никел, германий и иридий в метала и високо съдържание на фаялит в оливина. Минималната възраст на метално-силикатната диференциация на родителското му тяло може да се приеме поне на приблизително 2 милиона години след образуването на най-старите известни твърди тела, но по-вероятно е да са били 4 милиона. Ако тази диференциация се е случила в минималния времеви период, кристализацията на оливина е продължила не повече от около 275 000 години.

## Членове
В началото групата се състои само от 3 члена – Ийгъл стейшън (Eagle Station), Колд бей (Cold Bay) и Itzawisis. През 2010 г. 132-килограмовият паласит Караванное е признат за четвърти член на групата, а през 2014 – и Oued Bourdim 001, намерен през 2007 г. в Мароко.

## Произход
Елементните и кислородните изотопни състави на никел-желязото са сходни с тези на железните метеорити от IIF група. Съответно се предполага, че произхождат от общо родителско тяло. Съществува изотопна връзка между паласитите от групата и въглеродните хондрити от клана на CO/CV, според която е възможно общото им родителско тяло да е възникнало в същия региона на Слънчевата мъглявина, в който са се формирали и CV хондритите.

## Формиране
Разпръснатите в металната матрица оливинови кристали са ъгловати, силно фрагментирани, с размери около сантиметър. Смесени са с остри, неправилни оливинови частици с размери под милиметър. Предполага се многостепенна история на образуването им, при която първоначалното въздействие генерира достатъчно топлина, за да образува стопилка. След 20% фракционна кристализация на тази стопилка, както силикатите, така и твърдият метал се утаяват и се натрупват, образувайки материала, който след това става източник на паласитите от тази група. Вероятно последвал удар е разбил оливина и разтопил метала, който се е влял в получените пукнатини. В разтопения троилит се включват ъгловатите парченца оливин, шрайберзит и хромит. Закръглянето на оливиновите кристали, приемано преди за дължащо се на термодинамични процеси, сега се смята, че е предизвикано предимно от резорбция (просмукване) при високи температури над ~ 1250 °C, в присъствието на силикатна стопилка.

## Състав
В сравнение с паласитите от главната група, те се различават с по-високото си съдържание в метала на никел, германий, иридий, кобалт, рений, платина и мед и по-ниско от арсен, злато и галий, както и с по-високо си съдържание на желязо в силикатите. Всички съдържат силно фрагментирани оливинови кристали, смесени с малки, неправилни оливинови отломки в никел-желязната матрица. Оливинът е изключително богат на желязо, а металът има по-високо съдържание на никел, отколкото във всички други паласити. В състава им присъстват още троилит, шрайбрезит и хромит. Смята се, че ъгловатите оливинови зърна са се образували по време на удари, чрез смесване на фрагменти от мантията с разтопен метал от ядрото. Наблюдава се силно естествено остатъчно намагнитване в малките магнитни включвания в оливините на групата. Това остатъчно намагнитване се приема като свидетелство, че те не са се образували близо до границата на ядрото и мантията, тъй като в противен случай то не би могло да съществува.